# Iron Eagle
Iron Eagle (conocida como Águila de Acero en Latinoamérica y en España) es una película de acción de 1986 dirigida por Sidney J. Furie y protagonizada por Jason Gedrick y Louis Gossett Jr. A pesar de que recibió críticas mixtas, la película recaudó 24.159.872 dólares en la taquilla de Estados Unidos.
Águila de Acero fue seguido por tres secuelas: Águila de Acero II, Águila de Acero III y Águila de Acero en Ataque, siendo Gossett, Jr. el único actor que ha aparecido en las cuatro películas.
La historia de ficción de la película está basada en sucesos reales referidos a los ataques por parte de Estados Unidos contra Libia sobre el Golfo de Sidra, que involucró bombardeos tanto en 1981 como en 1986.

## Argumento
Doug Masters (Jason Gedrick), es hijo del veterano piloto de la Fuerza Aérea de los Estados Unidos el coronel Ted Masters (Tim Thomerson). Doug es un joven piloto civil que tiene la esperanza de seguir los pasos de su padre. Entonces, sus esperanzas se desvanecen cuando recibe una notificación de rechazo por parte de la Academia de la Fuerza Aérea. Las cosas empeoran cuando recibe la noticia de que su padre fue derribado y capturado por el estado árabe ficticio de Bilia mientras patrullaba sobre el mar Mediterráneo. A pesar de que el incidente ocurre sobre aguas internacionales, la corte del estado árabe encuentra al Col. Masters culpable de traspasar sus territorios y lo sentencia a ser ejecutado en la horca en tres días. Entonces Doug decide rescatar a su padre con sus amigos y con la ayuda del coronel Charles "Chappy" Sinclair (Louis Gossett, Jr.), un veterano de la guerra de Vietnam, compañero y amigo de su padre.

## Reparto
| Actor              | Personaje                             |
| ------------------ | ------------------------------------- |
| Louis Gossett, Jr. | Cnel. Charles "Chappy" Sinclair       |
| Jason Gedrick      | Doug Masters                          |
| David Suchet       | Ministro de Defensa Cnel. Akir Nakesh |
| Shawnee Smith      | Joenie                                |
| Melora Hardin      | Katie                                 |
| Larry B. Scott     | Reggie                                |
| Lance LeGault      | Gen. Edwards                          |
| Tim Thomerson      | Cnel. Ted Masters                     |
| Caroline Lagerfelt | Elizabeth Masters                     |
| Robert Jayne       | Matthew "Matt" Masters                |
| Jerry Levine       | Tony                                  |
| Robbie Rist        | Milo Bazen                            |
| Michael Bowen      | Knotcher                              |
| David Greenlee     | Kingsley                              |
| Tom Fridley        | Brillo                                |
| Rob Garrison       | Packer                                |